# Études d'ingénieurs en Tunisie
Les études d'ingénieurs en Tunisie est précédée de deux années préparatoires aboutissant à un concours d'accès aux écoles d'ingénieurs.

## Écoles d'ingénieurs
En fonction de critères d'admissibilité, du score obtenu au concours ainsi que d'une liste personnelle de choix, chaque élève est affecté à une école d'ingénieurs pour une durée de trois ans.
Un certain nombre d'établissements existe en Tunisie dont :
- l'École nationale d'électronique et des télécommunications de Sfax (ENET'com) ;
- l'École nationale d'ingénieurs de Bizerte (ENIB) ;
- l'École nationale d'ingénieurs de Carthage (ENICarthage) ;
- l'École nationale d'ingénieurs de Gabès (ENIG) ;
- l'École nationale d'ingénieurs de Monastir (ENIM) ;
- l'École nationale d'ingénieurs de Sfax (ENIS) ;
- l'École nationale d'ingénieurs de Sousse (ENISo) ;
- l'École nationale d'ingénieurs de Tunis (ENIT) ;
- l'École nationale des sciences de l'informatique (ENSI) ;
- l'École nationale des sciences et technologies avancées à Borj Cédria (ENSTA-B) ;
- l'École nationale supérieure d'ingénieurs de Tunis (ENSIT) ;
- l'École polytechnique de Tunisie (EPT) ;
- l'École supérieure de la statistique et de l'analyse de l'information (ESSAI) ;
- l'École supérieure des communications de Tunis (SUP'COM) ;
- l'Institut national agronomique de Tunisie (INAT) ;
- l'Institut national des sciences appliquées et de technologie (INSAT) ;
- l'Institut supérieur agronomique de Chott Meriem (ISACM) ;
- l'Institut supérieur d'informatique (ISI) ;
- l'Institut supérieur d'informatique et de mathématiques de Monastir (ISIMM) ;
- l'Institut supérieur de l'informatique et des technologies de la communication de Hammam Sousse (ISITCOM) ;
- l'Institut supérieur d'informatique et de multimédia de Sfax (ISIMS) ;
- l'Institut supérieur des arts multimédia de La Manouba (ISAMM) ;
- l'Institut supérieur des sciences appliquées et de technologie de Sousse (ISSATSO).

Le génie industriel, le génie informatique, le génie civil, le génie électrique ou encore le génie mécanique figurent parmi les matières qui sont enseignées durant le cursus.